# Tempe, Arizona
Tempe, Arizona là một thành phố thuộc quận trong tiểu bang Arizona, Hoa Kỳ. Thành phố có diện tích 104,18 km2, dân số theo điều tra năm 2010 của Cục Điều tra Dân số Hoa Kỳ là 161.719 người.